# Даненс, Рюди
Рюди Даненс (нидерл. Rudy Dhaenens; 10 апреля 1961, Дейнзе, Бельгия — 6 апреля 1998, Алст, Бельгия) — бельгийский профессиональный шоссейный велогонщик в 1983—1992 годах. Чемпион мира в групповой гонке среди профессионалов (1990). Бельгийский спортсмен года (1990).

## Карьера
Карьеру профессионального велогонщика начал в 1983 году в велокоманде Euroshop-Splendor.
В 1986 году стал победителем на 11-м этапе Тур де Франс, проходившем между Пуатье и Бордо, победителем этапа на Туре Люксембурга, вторым на Париж — Рубе.
Пиком карьеры бельгийского велогонщика стал велосезон 1990 года. Был в первой десятке на классиках -Гент — Вевельгем, Париж — Рубе, Льеж —Бастонь — Льеж, Тур Фландрии. Венцом велосезона стала победа в групповой гонке чемпионата мира по шоссейному велоспорту, который проходил в японском городе Уцуномия. Рюди Даненс опередил на финише своего соотечественника Дирка Де Вольфа и итальянца Джанни Буньо.
Вскоре после начала велосезона 1992 года из-за появившихся серьёзных проблем с сердцем завершил карьеру, дав тем самым новое основание поверью о «проклятии радужной майки».
Трагически погиб в 1998 году. Рюди Даненс находился в автомобиле в роли сокомментатора спортивного телеканала Eurosport на Туре Фландрии, когда незадолго до финиша велогонки произошла автомобильная авария. Серьёзно пострадав, Даненс скончался на следующий день после аварии, в возрасте 36 лет.
В память о велогонщике с 1999 года по 2007 год в бельгийской коммуне Невеле, провинция Восточная Фландрия, проводилась однодневная велогонка Гран-при Рюди Даненса.

## Достижения
1977
2-й Чемпионат Бельгии — Групповая гонка (дебютанты)
1981
1-й Тур Фландрии (U23)
1982
1-й Франко-Бельгийское кольцо — Генеральная классификация
1984
3-й Тур Люксембурга
4-й Амстел Голд Рейс
8-й Гент — Вевельгем
1985
1-й Circuit Mandel-Lys-Escaut
1-й Дрёйвенкурс Оверейсе
3-й Чемпионат Бельгии — Групповая гонка
3-й Гент — Вевельгем
5-й Париж — Рубе
10-й Париж — Тур
1986
1-й — Этап 11 Тур де Франс
1-й Circuit Mandel-Lys-Escaut
1-й — Этап 1 Тур Люксембурга
2-й Париж — Рубе
2-й Де Кюстпейл
7-й Гент — Вевельгем
1987
2-й Париж — Рубе
6-й Гент — Вевельгем
1988
8-й Тур Фландрии
8-й Гент — Вевельгем
1989
7-й Милан — Сан-Ремо
9-й Тиррено — Адриатико
1990
1-й  Чемпион мира — Групповая гонка (проф.)
1-й — Этап 2 Вуэльта Астурии
2-й Мировой шоссейный кубок UCI
2-й Тур Фландрии
2-й Дрёйвенкурс Оверейсе
3-й Wincanton Classic
4-й Льеж — Бастонь — Льеж
8-й Гран-при Америки
9-й Париж — Рубе
10-й Гент — Вевельгем

### Гранд-туры
| Гранд-тур                 | 1983 | 1984 | 1985 | 1986 | 1987 | 1988 | 1989 | 1990 | 1991 |
| ------------------------- | ---- | ---- | ---- | ---- | ---- | ---- | ---- | ---- | ---- |
| Джиро д’Италия            | —    | —    | —    | —    | —    | НФ   | —    | —    | —    |
| Тур де Франс              | НФ   | НФ   | 101  | 122  | НФ   | 87   | НФ   | 43   | НФ   |
| (c 2010 ) Вуэльта Испании | —    | —    | —    | —    | —    | —    | —    | —    | —    |

| —  | Не участвовал  |
| НФ | Не финишировал |